# Vladan Alanović
Vladan Alanović (Zara, 3 luglio 1967) è un ex cestista croato, fino al 1991 jugoslavo.

## Carriera
Con la Croazia ha disputato due edizioni dei Giochi olimpici (Barcellona 1992, Atlanta 1996), i Campionati mondiali del 1994 e tre edizioni dei Campionati europei (1993, 1995, 1997).

## Palmarès
- YUBA liga: 1

Spalato: 1987-88
- Campionato croato: 5

Cibona Zagabria: 1992, 1992-93, 1993-94, 1994-95, 1995-96
- Campionato russo: 1

CSKA Mosca: 1999-2000
- Coppa di Croazia: 2

Cibona Zagabria: 1995, 1996